# Луї Дагер
Луї Жак Манде́ Даге́р (фр. Louis Jacques Mandé Daguerre; 18 листопада 1787 — 10 липня 1851) — французький художник, хімік і винахідник, один із творців фотографії.

## Життєпис
Народився 18 листопада 1787 в містечку Кормей-ан-Парізі поблизу Парижа. Шкільної освіти практично не здобув, у тринадцять років батько віддав його в учні до архітектора. У 1804 році, коли Луї Дагеру виповнилося 16 років, батько відвіз його в Париж і влаштував учнем у майстерню театрального декоратора «Гранд Опера» Деготті.
Кар'єру почав із служби в департаменті державних зборів, згодом став театральним художником і сценографом. Дагер був також відомий як танцюрист і канатоходець. До моменту приходу до Деготті він вже знав закони перспективи, тому декоратор і взяв його в учні. Природний дар художника відразу виділив постановки Дагера, його стали відзначати критики.
Допомагав П'єру Прево в створенні панорамних видів, в 1822 році разом із художником Буттом створив першу діораму в спеціальному павільйоні в Парижі. Глядачі могли побачити якийсь величезний собор зовні, а потім раптом опинитися всередині. Для цього писалися дві картини, розміром до двадцяти двох метрів у висоту. Діорама мала величезний успіх у Парижі й прославила Дагера. Дагер спорудив таку ж діораму і в Лондоні.
Щоб спростити собі роботу при створенні таких величезних картин, Дагер використовував камеру-обскуру, проте ніяк не міг закріпити зображення на екрані. Дагер провів величезну кількість дослідів, експериментуючи з хімічними речовинами, а потім дізнався про Нісефора Ньєпса, який займався приблизно такими ж дослідами. Дагер написав йому листа, і Ньєпс запропонував укласти договір про співробітництво. Наприкінці 1820-х років Дагер разом із Ньєпсом працював над створенням методу фотографії. 14 грудня 1829 року вони уклали в Шалоні договір, за яким зобов'язувалися спільно працювати і зберігати свої відкриття в таємниці. У 1833 році Ньєпс помер. Дагеротипія була винайдена вже після цього, практично випадково, як наслідок чергового досліду.
Дагер зробив все, щоб перетворити винахід Ньєпса в реально застосовну технологію, щоправда, з використанням хімічних речовин, які були невідомі Ньєпсу. Ідея Дагера полягала в тому, щоб отримувати зображення за допомогою парів ртуті. Спочатку він проводив досліди з біхлоридом ртуті, але зображення виходили дуже слабкі. Потім він удосконалив процес, використовуючи цукор або закис хлору, і, нарешті, в 1837 році, після одинадцяти років досліджень, він став підігрівати ртуть, пари якої проявляли зображення. Він чудово фіксував зображення, користуючись сильним розчином звичайної солі та гарячою водою для змивки часток йодиду срібла, які не зазнали дії світла.
У 1837 році Дагер уклав новий договір із сином Ньєпса, Ісідором, для експлуатації розробленого ним на той час вже в головних рисах методу, названого згодом дагеротипом. У 1839 році згоріла діорама, і Дагер, позбавлений засобів для закінчення своїх досліджень, вирішив за порадою Франсуа Араго звернутися до уряду, який в палаті депутатів після гарячих промов міністра Дюшателя і Араго 15 червня 1839 року призначив Дагеру довічну пенсію в 6000 франків.
10 серпня 1839 року Дагер представив процес отримання дагеротипа Французькій академії наук. Звістка про новий винахід була зустрінута всією Францією з таким ентузіазмом, що вже через кілька днів Дагер був відзначений командорським хрестом Почесного легіону. Після цього його ім'я і його технологія стали відомі в усьому світі. До нього прийшли слава, багатство і впевненість. Ім'я Ньєпса було практично забуто.
Принцип Дагера проявляти за допомогою ртутних парів був оригінальний і надійний, і заснований, без сумніву, на знаннях, отриманих Дагером від Ньєпса. На жаль, Ньєпс нічого не зробив, щоб розвинути далі свій винахід після 1829 року, так само як і його син Ісидор, який став партнером Дагера після смерті батька. Син, який дуже потребував коштів, через кілька років уклав новий контракт, в якому вказувалося, що Дагер був винахідником дагеротипу.
У 1840 році Дагер усамітнився в невеликому селі Пті-Брі, де і прожив до смерті, що настала 10 липня 1851 року. Дагеру споруджені пам'ятники в Кормейлі (його батьківщина) і Пті-Брі. Його ім'я внесено в список найвидатніших науковців Франції, який викарбуваний на першому поверсі Ейфелевої вежі.
З надрукованих робіт Дагера відомі «Historique et description des pocedés du Daguerréotype et du Diorama» (П. 1839), що витримала багато видань, потім «Nouveau moyen de préparer la couche sensible des plaques photographiques» (П. 1844) і стаття «Sur la phosphorescence du sulfate de baryte calciné» («Comptes Rendus d. l'Ac. d. Sc.», T. VIII, 1839).